# Hackettstown
Hackettstown è un comune degli Stati Uniti d'America, nella Contea di Warren, nello Stato del New Jersey.
Secondo un censimento degli Stati Uniti fatto nel 2000, la popolazione della cittadina era di 10.403 persone, passata a 9.422 secondo una stima del 2007.
La città è situata nella regione più ad est della Lehigh Valley.